# Darío Segovia
Darío Segovia – piłkarz paragwajski, obrońca.
Wziął udział w turnieju Copa América 1955, gdzie Paragwaj zajął przedostatnie, piąte miejsce. Segovia zagrał w dwóch meczach - z Argentyną i Urugwajem (na boisku zmienił go Ivón Poisson).
Jako gracz klubu Club Sol de América był w kadrze reprezentacji podczas finałów mistrzostw świata w 1958 roku, gdzie Paragwaj, pomimo bardzo dobrej postawy, odpadł już w fazie grupowej. Segovia nie zagrał w żadnym meczu.